# Nikolai Chudakov
Nikolai Grigor'evich Chudakov (em russo:  Николай Григорьевич Чудаков, Lysovsk, Novo-Burassk, Oblast de Saratov 14 de dezembro de 1904 – Saratov, 22 de novembro de 1986) foi um matemático russo, especialista em teoria dos números.
Foi palestrante convidado do Congresso Internacional de Matemáticos em Nice (1970: On the generalized characters. Effective methods in the theory of quadratic fields).